# Groß-Umstadt
Groß-Umstadt è una città tedesca di 21 028 abitanti,, situata nello Stato federato dell'Assia.